# Cyrtopeltocoris conicatus
Cyrtopeltocoris conicatus är en insektsart som beskrevs av Knight 1968. Cyrtopeltocoris conicatus ingår i släktet Cyrtopeltocoris och familjen ängsskinnbaggar. Inga underarter finns listade i Catalogue of Life.